# Bartramia longifolia
Bartramia longifolia là một loài rêu trong họ Bartramiaceae. Loài này được Hook. mô tả khoa học đầu tiên năm 1818.